# منتخب ساموا للكريكت للسيدات
منتخب ساموا للكريكت للسيدات هو ممثل ساموا الرسمي في المنافسات الدولية في الكريكت للسيدات .